# Young Noble
Young Noble (настоящее имя — Руфус Купер III, 21 марта 1978, Ранчо-Кукамонга — 4 июля 2025, Атланта) — американский рэпер, участник рэп-коллектива Outlawz, созданного Тупаком.

## Биография
Родился 21 марта 1978 года в Ранчо-Кукамонга южной Калифорнии. По другим данным в Сьерра-Мадре. Вырос в городе Пасадина, в возрасте 8-9 лет переехал в Нью-Джерси, где познакомился с Hussein Fatal и Яки Кадафи, будущими участниками рэп-группы Outlawz. В подростковом возрасте вернулся жить к сестре в Ранчо-Кукамонга.
Дебютировал на альбоме Тупака «The Don Killuminati: The 7 Day Theory» в таких песнях, как «Bomb First» (My Second Reply), «Hail Mary», «Life of an Outlaw», «Just like Daddy». В 1996 году стал полноценным участником рэп-группы Outlawz.
Умер у себя дома в Атланте, штат Джорджия, утром 4 июля 2025 года от огнестрельного ранения, нанесённого самому себе. Незадолго до этого у музыканта умерла мать.

## Дискография

### Сольные работы
- 2002 — Noble Justice
- 2012 — Son of God
- 2016 — Powerful
- 2019 — Immortal

### Совместные работы
- 2006 — Thug Brothers (c Layzie Bone)
- 2006 — Against All Oddz (c E.D.I.)
- 2006 — Soldier 2 Soldier (c stic.man)
- 2007 — Thug in Thug Out (c Hussein Fatal)
- 2008 — All Eyez on Us (с Lil' Flip)
- 2013 — Fast Life (с Deuce Deuce)
- 2013 — The Year of the Underdogz (с Gage Gully)
- 2016 — The Code (с Deuce Deuce)
- 2017 — Thug Brothers 2 (с Krayzie Bone)
- 2017 — Thug Brothers 3 (с Krayzie Bone)
- 2017 — For My People (с Deuce Deuce)
- 2018 — Name Unknown (с Deuce Deuce)
- 2018 — NSN (с NSN)
- 2019 — Name Unknown (с Lil' Cease)

### Микстейпы и сборники
- 2000 — Mob Tales (с JT the Bigga Figga)
- 2001 — Street Warz (с JT The Bigga Figga)
- 2006 — Get In Get Out (c Killa Klump & Layzie Bone)
- 2010 — Noble Justice: The Lost Songs
- 2012 — Outlaw Rydahz Vol. 1
- 2012 — Outlaw Nation
- 2013 — Outlaw Nation Vol. 2
- 2013 — Outlaw Nation Vol. 3 (c Hussein Fatal)
- 2014 — Jerzey Giantz (c Hussein Fatal)
- 2014 — Outlaw Nation Vol. 4
- 2018 — Outlaw Nation Vol. 5